# Grand Arc
Il Grand Arc (2.484 m s.l.m.) è una montagna francese delle Alpi Graie, sottosezione Alpi della Vanoise e del Grand Arc.
Si trova tra la riva sinistra della valle dell'Arc e la riva destra della valle dell'Isère e domina di circa 2.000 metri la valle dell'Isère. Per la sua posizione è tra le montagne più ad occidente di tutte le Alpi Graie.
Con il toponimo Grand Arc si intende anche la piccola catena montuosa di cui il Grand Arc è la vetta principale, ovvero il Gruppo del Gran Arc.